# Consorte Duan
La Consorte Duan ( ? - 1542) fue una concubina del emperador Jiajing de la Dinastía Ming. Era la concubina favorita del soberano, pero se vio implicada en un intento de regicidio y ejecutada.

## Biografía
Cao era hija de un oficial de Wuxi (en la moderna provincia de Jiangsu). Se desconoce cuándo fue introducida en el palacio Ming, pero al principio era llamada Señora Cao.
En 1536, la Señora Cao dio a luz a la primera hija del emperador, Shouying (chino: 壽媖). El mismo año, fue elevada al rango de Concubina Imperial Duan (en chino: 端嬪) y su padre convertido en miembro del Jinyiwei, con autoridad sobre 1,000 casas. Al cumplirse el primer mes del nacimiento de su hija, el emperador organizó un banquete para celebrarlo.
En 1539, la ya Consorte Duan dio a luz a la tercera hija del emperador, Luzheng.

## Revuelta de las mujeres de palacio
En 1542, el emperador se encontraba una noche en la habitación de la Consorte Duan. Un grupo de mujeres de palacio irrumpió, le sujetaron, ligaron una cuerda alrededor de su cuello e intentaron estrangularlo. Pero una de ellas,llamada Zhang Jinlian, se puso nerviosa y alertó a la Emperatriz Fang. Los eunucos de palacio reanimaron al emperador y arrestaron a las mujeres de palacio.
Después del ataque, el emperador Jiajing era incapaz de hablar, así que la emperatriz Fang ordenó que el grupo de mujeres de palacio fuera ejecutado. Como el ataque había tenido lugar en los aposentos de la Consorte Duan, la emperatriz determinó que ella formaba parte de la conspiración y la sentenció también a la muerte por mil cortes. Su cuerpo mutilado fue públicamente mostrado, al lado de los de la Concubina Imperial Ning y las mujeres de palacio. 10 familiares de las jóvenes fueron también decapitados, mientras que otros 20 eran esclavizados y entregados como esclavos a los ministros. Más tarde se determinó que la Consorte Duan no había estado implicada, pero no le fue concedido un título póstumo.

## Entierro
Un terreno cercano a Shuofang, en el área de Wuxi, pertenecía al padre de la Consorte Duan. Allí fue construido un mausoleo al estilo de un monumento imperial, pero sin ninguna inscripción. Los lugareños informan que el túmulo presenta un arco de cedro (en pinyin: nán), cuyo nombre suena similar a la palabra del dialecto local para 'hija' (en chino: 囡 ; en pinyin: nān), se cree popularmente que el túmulo fue levantado por Cao en memoria de su hija.